# ペリフェリー

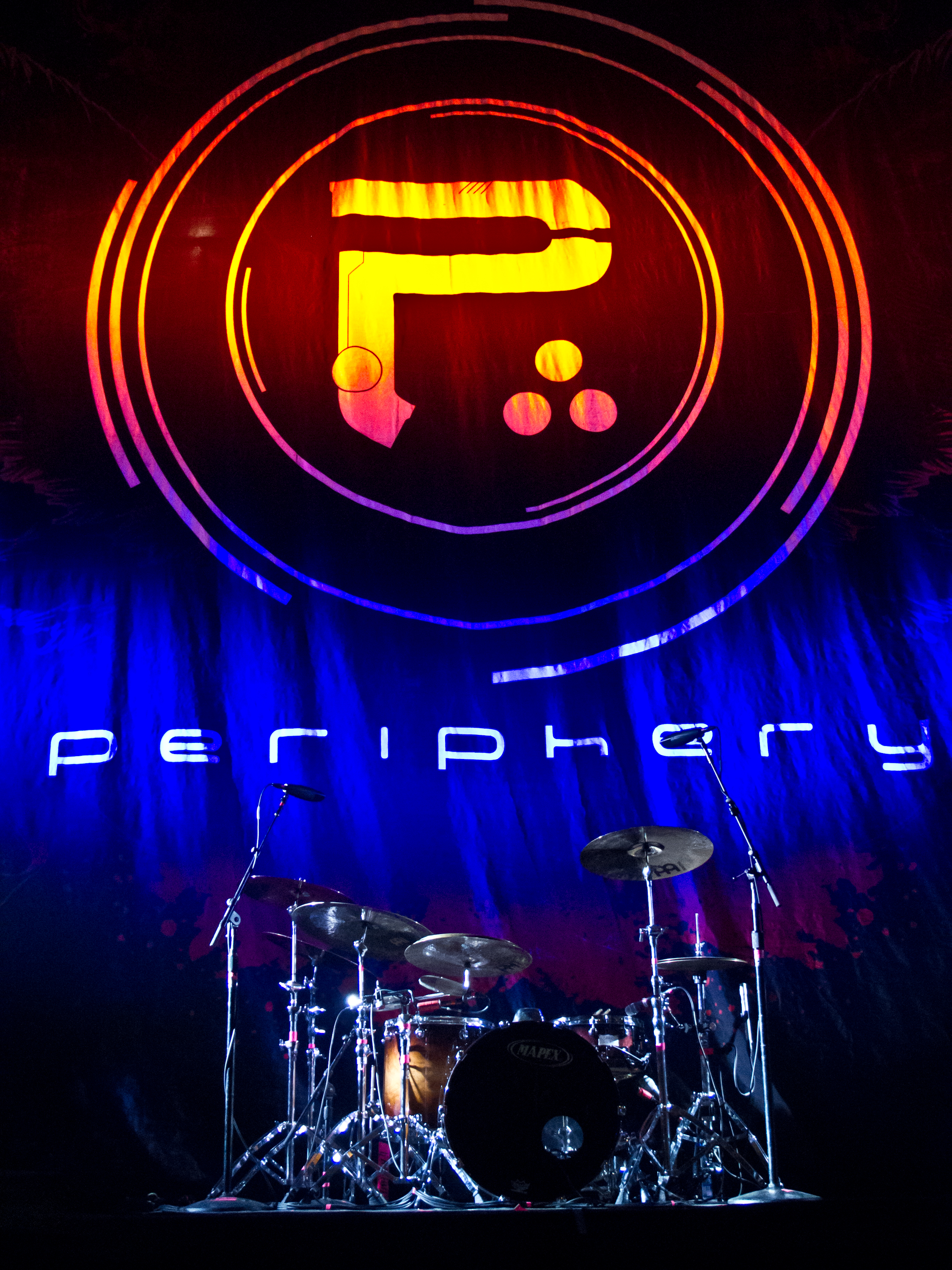
バンドのロゴをあしらったバックドロップ

ペリフェリー (Periphery)は、2005年に結成されたアメリカ合衆国出身のプログレッシブ・メタル・バンド。

## 略歴
2005年、ミーシャ・マンソーの個人プロジェクトとして始動。彼はメシュガー、ドリーム・シアターのフォーラム、及びsevenstring.org (7弦ギター奏者のフォーラム)への投稿やSoundClick.comへの音源アップロード等、インターネット上での活動によって知名度を得ていた。"Bulb"とは彼のペンネームである。
2008年より他のバンドのサポートアクトとして公演活動を開始。このデビュー前の期間中、数人のボーカリストの変更を経ると同時に、メシュガー直系の音楽性からより美旋律でアンビエント風の雰囲気をもった音楽性へと変遷していく。また、録音した楽曲をライブでよりよく再現するため3人のギタリストを擁する体制とした。
2010年、スメリアン・レコードよりデビュー・アルバム『ペリフェリー』が発売されるが、このアルバム製作中にボーカリストはスペンサー・ソーテロへ変更。
2011年、『Icarus EP』をリリースし、ツアーを続けるがギタリストとベーシストが相次いで脱退。ギタリストにマークを、ベーシストにアダムを迎えた。この年の10月にマークは正式にペリフェリーに加入することになる。
2012年、『ペリフェリーII』を発表。ミーシャがインターネット時代から書き溜め、都度発表していたマテリアルを集大成したような内容であり、サイドプロジェクト用であった曲までも含まれている ("Scarlet"は当初、Haunted Shores用の曲であった)。このアルバムの発売と共にベースのサポート、またアルバムのプロデュースも担当するアダムを正式メンバーとして迎えることを発表した。また、バンドは今後、『Juggernaut』と題されたアルバムを製作予定であり、これは全曲新規書き下ろしのコンセプトアルバムとなる模様である。
2014年、EP『クリア』をリリース。このアルバムでは1曲目の「Overture」を除き、メンバーが各自で作曲したものがそれぞれ収録されている。またこのアルバムは未だリリースされていない『Juggernaut』とは関連性はなく、バンド側はこれを実験的なミニ・アルバムとしているようである。同年2月にはスクリーム・アウト・フェストに出演、単独公演も行い初来日を果たした。
2015年1月に先述のコンセプトアルバムである『ジャガーノート アルファ』『ジャガーノート オメガ』を2作同時リリース。これまでとは異なり、メンバー共作というスタイルで製作されている。
2016年にはIIに続くアルバム『ペリフェリーIII:セレクト・ディフィカルティー』を発表。このアルバムからの曲、『ザ・プライス・イズ・ロング』は第59回グラミー賞でベストメタルパフォーマンス部門にノミネートされた。
2017年8月、ベースのアダムが、バンドの活動に十分に参加できていないこと、家族の時間や個人的な仕事の時間を増やしたいことを理由にバンドからの脱退を表明。この直前にもアダムはツアーに参加できない状況が続いていた。
2018年には長年所属してきたレーベル、スメリアン・レコードから脱退し、以降のリリースは、バンドメンバーによって新たに設立された自主レーベル、3DOT Recordingsからされることが発表された。
2019年、アルバム『ペリフェリーIV:ヘイル・スタン』を発表。
2023年、アルバム『ジェント・イズ・ノット・ア・ジャンル』を発表。
2024年、フィンガースタイルギタリスト、マイク・ドーズを迎えたシングル『2ソング・アコースティック・シングル』を発表。

## 影響
ミーシャ・マンソーはデフトーンズ、メシュガー、ベール・オブ・マヤ、トゥール、シクス、上原ひろみ、シェイン・ギブソン、ザ・ディリンジャー・エスケイプ・プラン、ドリーム・シアター、アイオン・ディソナンス、ネヴァーモア、ガスリー・ゴーヴァン、ビトウィーン・ザ・ベリード・アンド・ミー、植松伸夫、デヴィン・タウンゼンド、オーペス、ポーキュパイン・ツリー、ゴジラ、マッツ/モルガン、リフューズド、ロン・ジャーゾンベック、ボビー・ジャーゾンベック、テクスチャーズ 、リターン・トゥ・フォーエヴァー、ポール・オーティズからの影響を語っている。

## メンバー

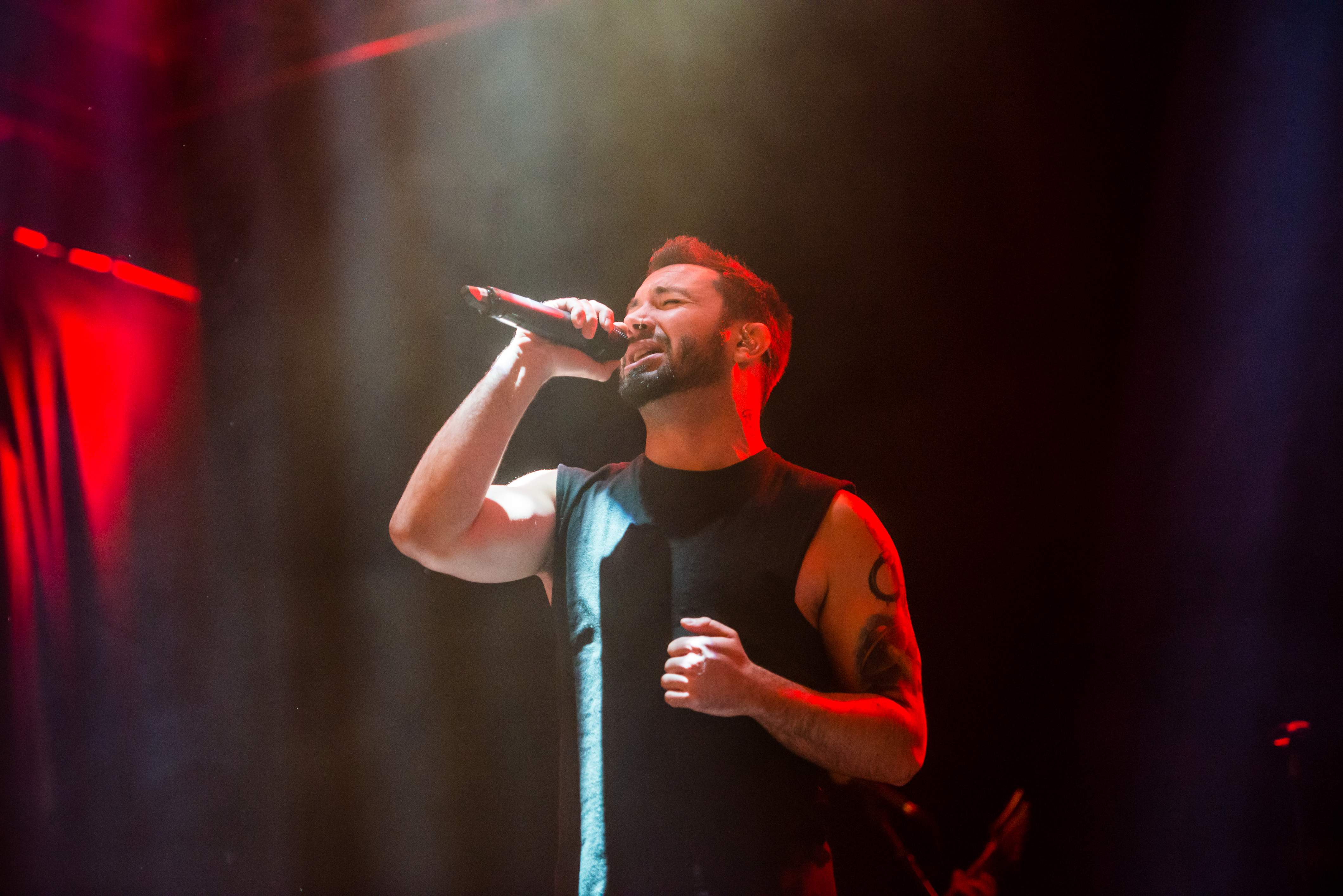
スペンサー・ソーテロ(Vo) 2015年

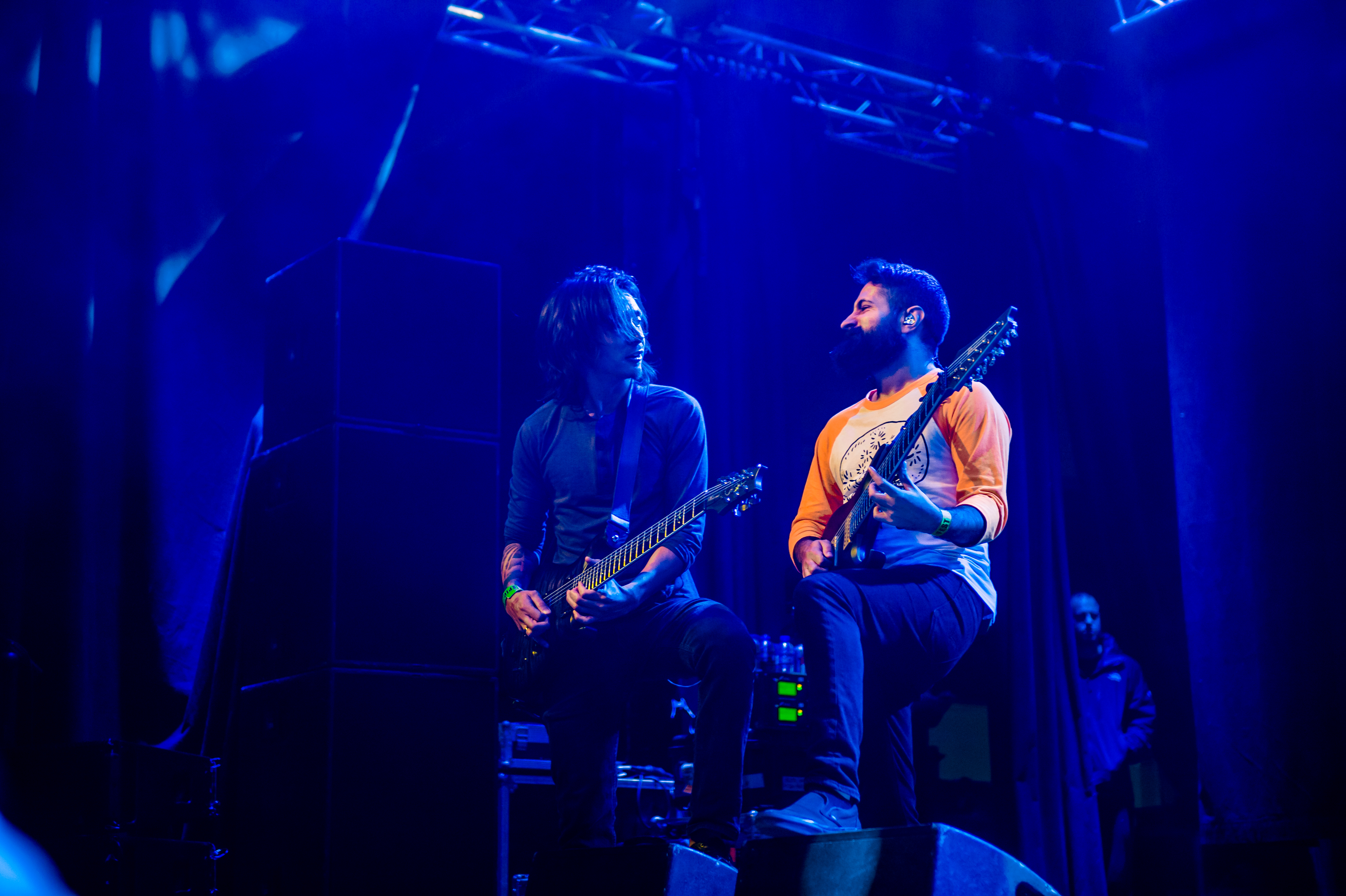
左ホルコム(G) 右ボーウェン(G) 2015年

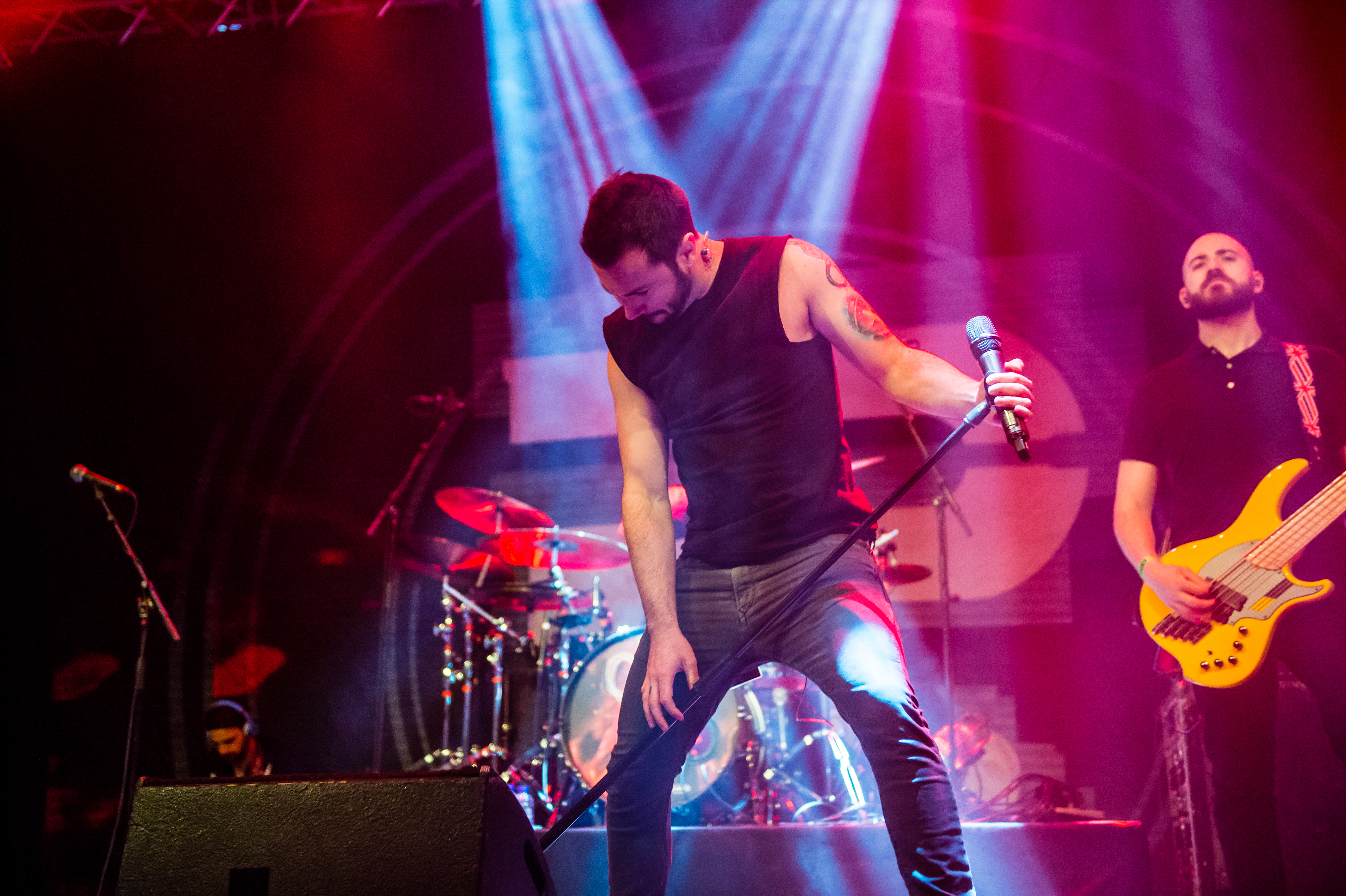
中ソーテロ(Vo) 右ゲットグッド(B) 2015年

### 現メンバー
- スペンサー・ソーテロ (Spencer Sotelo) - ボーカル (2010年- )
- ジェイク・ボーウェン (Jake Bowen) - ギター (2007年- )
ジョン・ペトルーシの妻の甥。使用機材はアイバニーズ・JBM等。
- ミーシャ・マンソー (Misha Mansoor) - ギター、プログラミング 、プロデュース(2005年- )、ベース (2017年- )
使用機材はメイヨネース・Regius MM "Djentlemen" シリーズ、ジャクソン・Misha Mansoor Juggernaut等。
音楽機材のブランド『Horizon Devices』を立ち上げ、ギター用のエフェクターなどの開発に携わっている[7]。
- マーク・ホルコム (Mark Holcomb) - ギター (2011年- )
Haunted Shoresでミーシャと関わっていた。使用機材はPRS・Mark Holcomb Limited Edition等。
- マット・ハルパーン (Matt Halpern) - ドラムス (2009年- )
パール製のドラムセットを使用。

### 旧メンバー
- ジェイク・ベレディカ (Jake Veredika) - ボーカル (2005年-2007年)
- ケイシー・ソボール (Casey Sabol) - ボーカル (2007年-2008年)
- クリス・バレット (Chris Barretto) - ボーカル (2008年-2010年)
- アレックス・ボイス (Alex Bois) - ギター (2005年-2011年)[8]
- トム・マーフィ (Tom Murphy) - ベース (2005年-2011年)[9]
- ジェイソン・ベルリン (Jason Berlin) - ドラムス (2005年)
- トラヴィス・オービン (Travis Orbin) - ドラムス (2005年-2009年)
- アダム・ゲットグッド(通称ノリー)(Adam "Nolly" Getgood) - ベース (2012年-2017年)
ベースやギターの演奏以外にも、サウンドエンジニアとしてさまざまなバンドの音源を手掛ける傍ら、ブランド『GetGood Drums』を立ち上げDTM用の音源などを制作、販売するといった活動もしている。脱退後もベースで作品に参加するなどの形でバンドやメンバーと関わっている。

## ディスコグラフィ

### オリジナル・アルバム
- 『ペリフェリー』 - Periphery (2010年)
- 『ペリフェリーII』 - Periphery II: This Time It's Personal (2012年)
- 『ジャガーノート アルファ』 - Juggernaut: Alpha (2015年)
- 『ジャガーノート オメガ』 - Juggernaut: Omega (2015年)
- 『セレクト・ディフィカルティ』 - Periphery III: Select Difficulty (2016年)
- 『ペリフェリー IV:ヘイル・スタン』 - Periphery IV: Hail Stan (2019年4月5日)
- 『ジェント・イズ・ノット・ア・ジャンル』 - Periphery V: Djent Is Not A Genre (2023年3月10日)

### EP
- Icarus (2011年)
- 『クリア』 - Clear (2014年) ※国内盤は1月22日に先行発売された[10]

### シングル
- 『2ソング・アコースティック・シングル』- 2 Song Acoustic Single (2024年2月26日)

## 日本語インタビュー
- 2012年9月6日、激ロック
- 2014年3月14日、激ロック